# Tomopterna tandyi
Espèce
Statut de conservation UICN

 LC  : Préoccupation mineure
Tomopterna tandyi est une espèce d'amphibiens de la famille des Pyxicephalidae.

## Répartition
Cette espèce est endémique du Sud et du centre-Est de l'Afrique. Elle se rencontre jusqu'à 1 800 m d'altitude en Afrique du Sud, en Angola, au Botswana, au Kenya, en Namibie, en Tanzanie,.

## Taxinomie
Il s'agit d'une espèce tetraploïde probablement issue de l'hybridation de T. cryptotis et Tomopterna delalandii, dont elle n'est morphologiquement pas différente.

## Étymologie
Cette espèce est nommée en l'honneur de Robert Mills Tandy.

## Publication originale
- Channing & Bogart, 1996 : Description of a tetraploid Tomopterna (Anura: Ranidae) from South Africa. South African Journal of Zoology, vol. 31, no 2, p. 80-85 (texte intégral).